# Consoante lateral
As consoantes laterais são as consoantes articuladas emitindo o ar pelas laterais da língua ao invés de pelo centro da língua que são mais comum, como no caso do "L" na língua portuguesa, que é uma aproximante lateral,
o "Ł" na língua galega, funcionando como uma fricativa lateral muda e o "R" na língua japonesa, que é comumente articulado como uma consoante vibrante simples lateral.